# Estação Montese
A Estação Montese é uma estação de Veículo Leve sobre Trilhos (VLT) integrante da Linha 3 - Azul (Linha Nordeste) do Metrô de Fortaleza, operada pela Companhia Cearense de Transportes Metropolitanos (Metrofor). Localiza-se na Rua Livino de Carvalho com rua Antônio Fiuza, nº 561, no bairro Itaoca em Fortaleza, capital do Estado do Ceará, Brasil.
Embora se localize no bairro Itaoca o nome da estação faz referencia ao bairro Montese,  localizado nas proximidades da estação. A menção leva em conta a importância do bairro Montese para esta região da capital, devido sua densidade populacional e importância como corredor comercial. A estação também se localiza próximo a Avenida Senador Carlos Jereissati, popularmente conhecida como Avenida do Aeroporto.
De acordo com dados da Companhia Cearense de Transportes Metropolitanos, a estação registrou 234.077 passageiros em 2024, o que representa uma média de aproximadamente 20.256 usuários por mês.

## Histórico
A estação passou a receber as primeiras composições do VLT na manhã do dia 26 de setembro de 2016, com o inicio da operação experimental da Linha Nordeste. Essa primeira etapa consistiu no começo do funcionamento da nova linha, sem o transporte de passageiros, para serem realizados os ajustes necessários para o início das operações assistida e comercial.
No dia 25 de julho de 2017, a estação abriu oficialmente suas portas para a população, por meio do início da operação assistida do primeiro trecho inaugurado da Linha Nordeste, entre as estações Parangaba e Borges de Melo. Nessa fase inicial da operação assistida os usuários podiam utilizar o modal de forma gratuita, de segunda a sexta-feira, das 6h às 12h.

## Características
Estação de superfície, com bilheterias ao nível do solo, rampa de acesso e recursos de acessibilidade para pessoas com deficiência e mobilidade reduzida.
Com estrutura semelhante às demais estações, a plataforma de embarque e desembarque da estação em ilha, no entanto, possui seu mobiliário todo localizado em seu eixo, garantindo um bom deslocamento por parte dos usuários nas duas extremidades da plataforma. Guarda-corpos também foram localizados nas extremidades da plataforma para garantir mais segurança, liberando apenas a área direta de embarque e desembarque.
Seguindo o padrão das demais estações da Linha Nordeste, o acesso é feito através do bloco destinado para estacionamento de bicicletas, bilheteria, banheiros e depósito. Neste caso, após a compra do bilhete, o usuário é conduzido através de um caminho determinado pela paginação do piso, até a passagem de nível que dá acesso à rampa de entrada da plataforma de embarque e desembarque onde estão localizadas as cancelas eletrônicas de acesso.
A estação dispõe de rampas, piso tátil e avisos sonoros que garantem acesso e boa utilização do sistema a todos os cidadãos, incluindo aqueles que possuem alguma deficiência ou estão com mobilidade reduzida por qualquer razão. Além disso, as equipes presentes na estação, compostas por agentes de estação e vigilantes, recebem treinamento especializado para ajudar no embarque e desembarque desses passageiros. É também garantido gratuidade às pessoas com deficiência que estejam dentro dos critérios legais para usufruir deste benefício. Para isso, é necessário apresentar, na estação, o Cartão Gratuidade Pessoa com Deficiência, emitido pela Empresa de Transporte Urbano de Fortaleza (Etufor).